# دالاس تورنايدو
دالاس تورنايدو هو نادي كرة قدم أمريكي أٌسس عام 1967.